# Hypoponera stoica
Hypoponera stoica är en myrart som först beskrevs av Santschi 1912.  Hypoponera stoica ingår i släktet Hypoponera och familjen myror. Inga underarter finns listade i Catalogue of Life.